# Elachertus scutellaris
Elachertus scutellaris är en stekelart som beskrevs av Zhu och Huang 2001. Elachertus scutellaris ingår i släktet Elachertus och familjen finglanssteklar. Inga underarter finns listade i Catalogue of Life.